# 萩京子
萩 京子（はぎ きょうこ、女性、1956年1月23日 - ）は日本の作曲家。東京都出身。東京芸術大学音楽学部作曲科卒業。オペラシアターこんにゃく座代表・音楽監督。吉川和夫、寺嶋陸也とともに作曲家グループ「緋国民楽派」を結成し、作品の発表を続けている。

## 作品

### オペラ
- オペラ『なにもないねこ』（1980年）
- オペラ『あおくんときいろちゃん』（1982年）
- オペラ『シグナルとシグナレス』（1985年）
- オペラ『北守将軍と三人兄弟の医者』（1992年）
- 『よだかの星』（1995年）
- オペラ『金色夜叉』（1995年）
- オペラ『想稿・銀河鉄道の夜（ジョバンニとカムパネルラ）』（1996年）
- オペラ『スマイル－いつの日か、ひまわりのように』（1997年）
- オペラ『ガリバー』（1997年）
- オペラ『月の民』（1998年）
- オペラ『ロはロボットのロ』（1999年）
- オペラ『まげもん-MAGAIMON-』（2002年）
- ひとりかたりオペラ『走れメロス』（2003年）
- オペラ『注文の多い料理店』（2004年）
- オペラ『好色一代男』（2005年）
- オペラ『ピノッキオ』（2007年）
- オペラ『ネズミの涙』（2009年）
- オペラ『女たちの平和』（2009年）
- オペラ『ゴーゴリのハナ』
- オペラ『アルレッキーノ』（2013年）
- オペラ『銀のロバ』（2013年）
- オペラ『おぐりとてるて－説教節「小栗判官照手姫」より－』（2014年）
- オペラ『タング－まほうをかけられた舌－』（2017年）

### ソング
- 朝に晩に読むために
- おれが墓地に眠るとき
- 枯れたオレンジの木のシャンソン
- 木のグリーンによせる朝の挨拶
- 暗い柳の木立のかげ
- はじめのことば
- わたしは咳

### 合唱曲
- 五つの混声合唱曲「飛行機よ」
- 石垣りんの詩による五つの混声合唱曲「朝のパン」
- 混声合唱とピアノのための「きもちのふかみに」
- 混声合唱のための「はっぱとりんかく」
- 男声合唱のための「生まれたよ ぼく」（2022年）

### 器楽曲
- ピアノのための12の前奏曲
- ソロ・ヴァイオリンのための「A Forest」

## 楽譜
- 「まよい」、「時の流れの中で」『季節風 混声合唱組曲』所収 日本作曲家連絡会議、1980年
- 『飛行機よ 五つの混声合唱曲』（寺山修司作詩）河合楽器製作所・出版事業部、1996年
- 『12の前奏曲』河合楽器製作所・出版部、2008年
- 『世界は劇場 1、2』（林光と共作） 全音楽譜出版社、2017年

## CD
- 「HELP!」
- 「萩京子作品集・よだかの星」
- 「ロはロボットのロ」
- 「ピノッキオ」
- 「大石哲史・萩京子をうたう・・・12才～88才・・・うたかたのジャズ」

### 作曲
沢田研二への作曲提供
- 「MOON NOUVEAU」（1996年）作詞:沢田研二／編曲:白井良明

## 記事・論文
- 「インタビュー 萩京子」（鶴田旭と共作）『悲劇喜劇』第49巻第5号、1996年
- 「音・クリエイター(30)萩京子」（片桐卓也と共作）『音楽の友』第57巻第9号、1999年
- 「interview 萩京子 作曲家 こんにゃく座音楽監督 こんにゃく座という夢」（池田康と共作）『洪水 詩と音楽のための音楽の友』第18号、2016年